# カトリック聖歌集
「カトリック聖歌集」（かとりっくせいかしゅう）とは、光明社から出版されている書籍である。(第1版は1966年1月5日発行・黒い表紙でA6判)

## 概要
従来用いられてきた「公教聖歌集」(1933年初版。光明社発行、カトリック中央書院発売)を改訂・改題して1966年に発行された。
日本のカトリック教会の聖歌集には「典礼聖歌」と「カトリック聖歌集」がある。「カトリック聖歌集」には、一般的に讃美歌と呼ばれる曲が多く記載されており、プロテスタントの讃美歌集との重複曲も含まれる。だが、題名と歌詞は異なっていることが多い。
現在では、歌詞の表現の難しさなど（文語体であるなど）の理由から、ミサで歌われるのは「典礼聖歌」が主流となり、歌う機会は少なくなってきている。